# Colin Egglesfield
Colin Joseph Egglesfield (Farmington Hills, Míchigan, 9 de febrero de 1973) es un actor estadounidense de cine y televisión.

## Biografía
Colin Egglesfield nació en Farmington Hills, Míchigan, Estados Unidos, es el segundo hijo de William Egglesfield
y Kathleen Dineen, su madre es irlandesa. Se crio en una casa católica. Tiene dos hermanos, una hermana mayor, Kerry, y un hermano menor, Sean. Pasó su infancia en el Metro Detroit. A la edad de diez años, él y su familia se trasladaron a Creta, Illinois, una pequeña comunidad del sur de Chicago. Al crecer, era el más estudioso, prefiriendo pasar los viernes por la noche construyendo modelos de aviones. 
Tímido y desgarbado en sus años de adolescente, Egglesfield se graduó en la Escuela Marian Catholic y pasó a la Universidad de Iowa antes de la escuela de medicina. Después de recibir su licenciatura de Iowa, empacó su mochila y viajó por toda Europa.
Su sueño era seguir los pasos de su padre como médico, pero se interesó en la actuación a través de su hermana mayor Kerry.
Para ganar dinero para el resto de su tiempo en la escuela de medicina, Egglesfield volvió a actuar como modelo. Ganó un concurso (en el que entró a instancias de un amigo), dejó la carrera de medicina e inició una fructífera carrera como modelo, llegando a actuar para Versace, Calvin Klein y Armani, entre otros.

## Carrera
Después de tomar clases de teatro, Colin protagonizó series de televisión como Law & Order, The $treet, Gilmore Girls, Charmed, y Nip/Tuck. También tuvo un pequeño papel en la película Must Love Dogs, entre otros grandes proyectos. Tuvo su primer papel protagónico en la película 12 Days of Terror, de 2004, el 20 de septiembre de 2005 actuó en All My Children, haciendo de Josh Madden. Actuó como actor principal en la fallida Beautiful Dreamer (2006) y a comienzos del otoño de 2009, fue contratado como chef/surfer en la serie Melrose Place (2.0), Auggie Kirkpatrick. Eggelesfield y su compañera Ashlee Simpson-Wentz fueron despedidos y su personaje tuvo que ser sacado del show durante su episodio decimotercero.
Actualmente reside en Nueva York. Fue nombrado el "Hombre Vivo Más Sexy" en noviembre de 2005. El actor está entre los principales actores de la película Something Borrowed donde interpreta a Dex Thaler. Trabajó en la serie de televisión The Client List.

## Filmografía

### Películas; cine y televisión
| Año  | Título                                                        | Personaje                         |
| ---- | ------------------------------------------------------------- | --------------------------------- |
| 2003 | S.W.A.T.                                                      | Oficial de LAPD                   |
| 2004 | 12 Days of Terror (Telefime)                                  | Alex                              |
| 2005 | Vampires: The Turning                                         | Connor                            |
| 2005 | Must Love Dogs                                                | David                             |
| 2006 | Beautiful Dreamer                                             | Joe Kelly / Thomas "Tommy" Warner |
| 2009 | The Good Guy                                                  | Baker                             |
| 2010 | The Au Pairs                                                  | Jake                              |
| 2011 | Something Borrowed                                            | Dexter "Dex" Thaler III           |
| 2011 | Carnal Innocence (Telefime)                                   | Tucker Longstreet                 |
| 2011 | Life Happens                                                  | Ivan #1                           |
| 2011 | Just a Little Heart Attack (Cortometraje)                     | Esposo                            |
| 2012 | Open Road                                                     | David                             |
| 2013 | A Stranger in Paradise                                        | Josh                              |
| 2015 | Vice                                                          | Reiner                            |
| 2015 | Murder in Mexico: The Bruce Beresford-Redman Story (Telefime) | Bruce                             |
| 2015 | Autumn Dreams (Telefime)                                      | Ben Lawson                        |
| 2017 | The Space Between Us                                          | Hermano de Sarah                  |
| 2018 | Reprisal                                                      | Agente del FBI Fields             |
| 2018 | Backtrace                                                     | Detective Carter                  |
| 2019 | 100 Days to Live                                              | Gabriel Weeks                     |
| 2020 | Love By Drowning                                              | Val Martin                        |
| 2021 | A Holiday Hideout (Telefime)                                  | Dean Cupo                         |
| 2023 | A Rose for Her Grave: The Randy Roth Story (Telefime)         | Randy Roth                        |
| 2024 | The Time Travel Hills                                         | Jacob Clark                       |
| 2024 | Duchess                                                       | Tom Sullivan                      |
| 2024 | A Christmas Witness (Telefime)                                | Dean Cupo                         |

### Series
| Año        | Título                            | Personaje              | Notas                                                                         |
| ---------- | --------------------------------- | ---------------------- | ----------------------------------------------------------------------------- |
| 2000       | The $treet                        | Artista                | Episodio: "The Ultimatum"                                                     |
| 2001       | Law & Order: Special Victims Unit | Steven                 | Episodio: "Folly"                                                             |
| 2002       | Lost in Oz                        | Calleb Jansen          | WB. Piloto. No vendido                                                        |
| 2004       | Gilmore Girls                     | Sean                   | Episodio: "Girls in Bikinis, Boys Doin' The Twist"                            |
| 2004       | Nip/Tuck                          | Sr. Rourke             | Episodio: "Sean McNamara"                                                     |
| 2005       | Charmed                           | Tim Cross              | Episodio: "Death Becomes Them"                                                |
| 2005–2009  | All My Children                   | Josh Madden            | Personaje (26 de septiembre del 2005 – 19 de enero del 2009)                  |
| 2009–2010  | Melrose Place                     | Auggie Kirkpatrick     | Reparto principal                                                             |
| 2010       | Brothers & Sisters                | Joven William Walker   | Episodio: "Time After Time: Part 1"                                           |
| 2010       | Hawaii Five-0                     | Jordan Townsend        | Episodio: "Heihei"                                                            |
| 2011–2016  | Rizzoli & Isles                   | Thomas "Tommy" Rizzoli | Recurrente                                                                    |
| 2012–2013  | The Client List                   | Evan Parks             | Reparto principal                                                             |
| 2014       | Unforgettable                     | Agente Charles Sewell  | Episodio: "A Moveable Feast"                                                  |
| 2014       | Drop Dead Diva                    | Charlie French         | Episodio: "Truth & Consequences"                                              |
| 2015       | Chasing Life                      | Dr. Barratt            | Episodio: "Wild Thing"                                                        |
| 2016, 2018 | Lucifer                           | Bradley Wheeler        | Episodios: "Liar, Liar, Slutty Dress on Fire" and "Quintessential Deckerstar" |
| 2018       | Chicago Fire                      | Gordon Mayfield        | Episodio: "Always A Catch"                                                    |